# Spiekeroog
Spiekeroog är en av de ostfriesiska öarna utanför Ostfrieslands kust i nordvästra Tyskland. Ön är belägen i Vadehavet i södra Nordsjön. Spiekeroog bildar en egen kommun i distriktet Wittmund i delstaten Niedersachsen. Kommunen har cirka 1 000 invånare.

## Geografi
Ön är drygt 18 kvadratkilometer och belägen ca 5 kilometer utanför det ostfriesiska fastlandet. Spiekeroog ligger inom nationalparken Niedersächsisches Wattenmeer, mellan öarna Langeoog och Wangerooge. Liksom de övriga ostfriesiska öarna bildades Spiekeroog för cirka 5000 år sedan. På grund av västvinden och havsströmmarna har de ostfriesiska öarna förflyttat sig mot sydöst. Genom olika åtgärder i början på 1900-talet för att förhindra erosion har denna förflyttning kunnat dämpas.
Spiekeroog var för 300 år sedan betydligt mindre, men har genom att smälta samman med två andra öar och genom byggandet av skyddsvallar mot havet fått sin nuvarande form och storlek. Till skillnad från de övriga ostfriesiska öarna finns viss skogsvegetation på Spiekeroog. I övrigt präglas ön av sanddyner.

## Historia
Ön omnämns första gången år 1398 som Spickeroch. Spiekeroog var då ett tillhåll för sjöpirater. På 1600-talet fanns 10-15 familjer på ön som levde av bland annat jordbruk och fiske. Kyrkan från 1696 används fortfarande. Under den franska ockupationen var fattigdomen utbredd, delvis på grund av den franska handelsblockaden gentemot England. År 1812 anfölls ön av engelska flottan.
Från och med 1820 började badturister komma till Spikeroog och från och med 1842 fick ön en daglig färjeförbindelse med fastlandet.

## Näringsliv
Spiekeroogs näringsliv domineras av turismen. På Spikeroog finns många hotell och kurinrättningar. År 2003 fick ön 81 000 besökare, varav 64 000 övernattade. Ön nås med färja från Neuharlingersiel i Esens.
På ön finns museihästspårvägen Inselbahn Spiekeroog.

## Fotogalleri

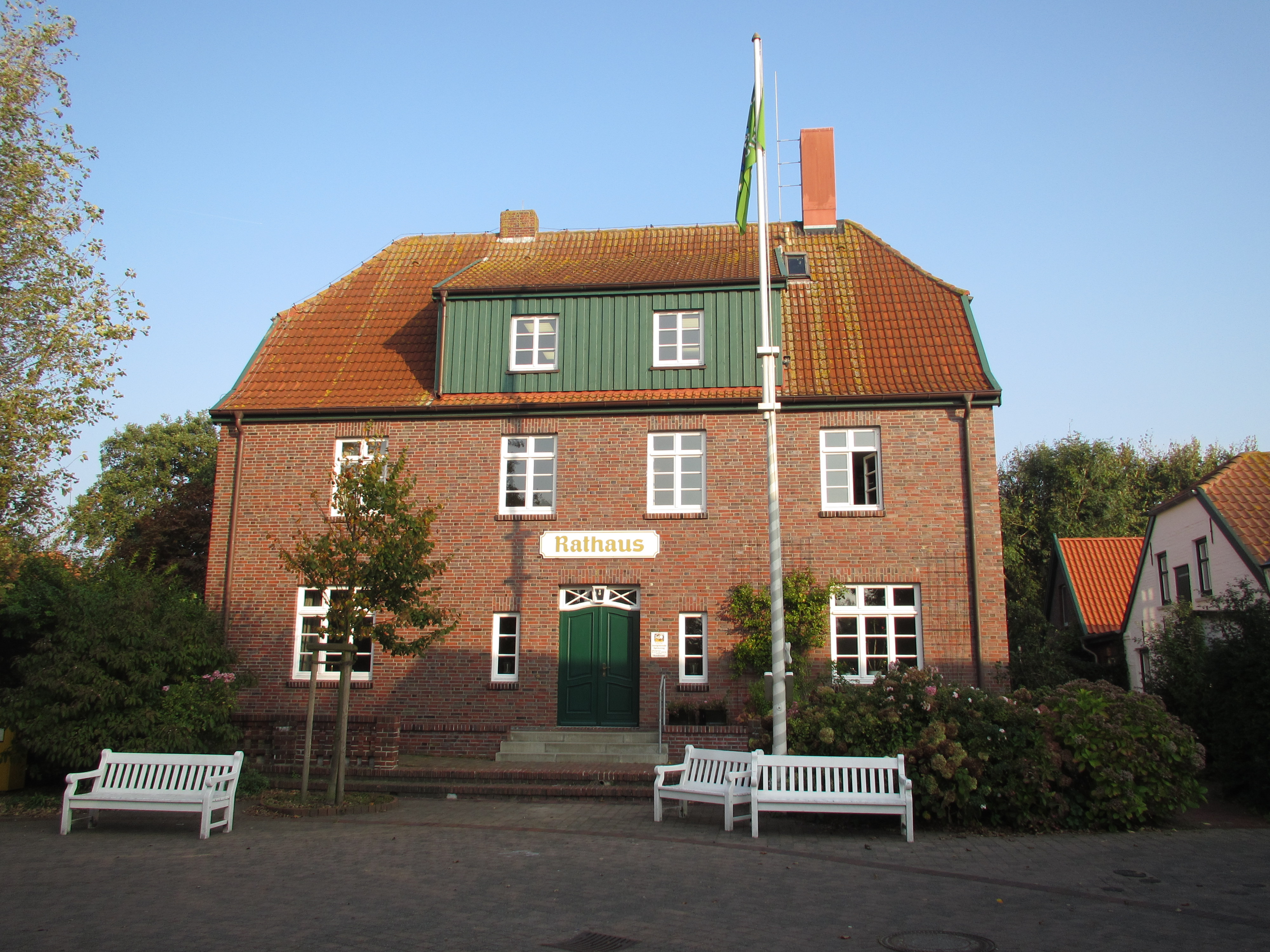
Rådhuset
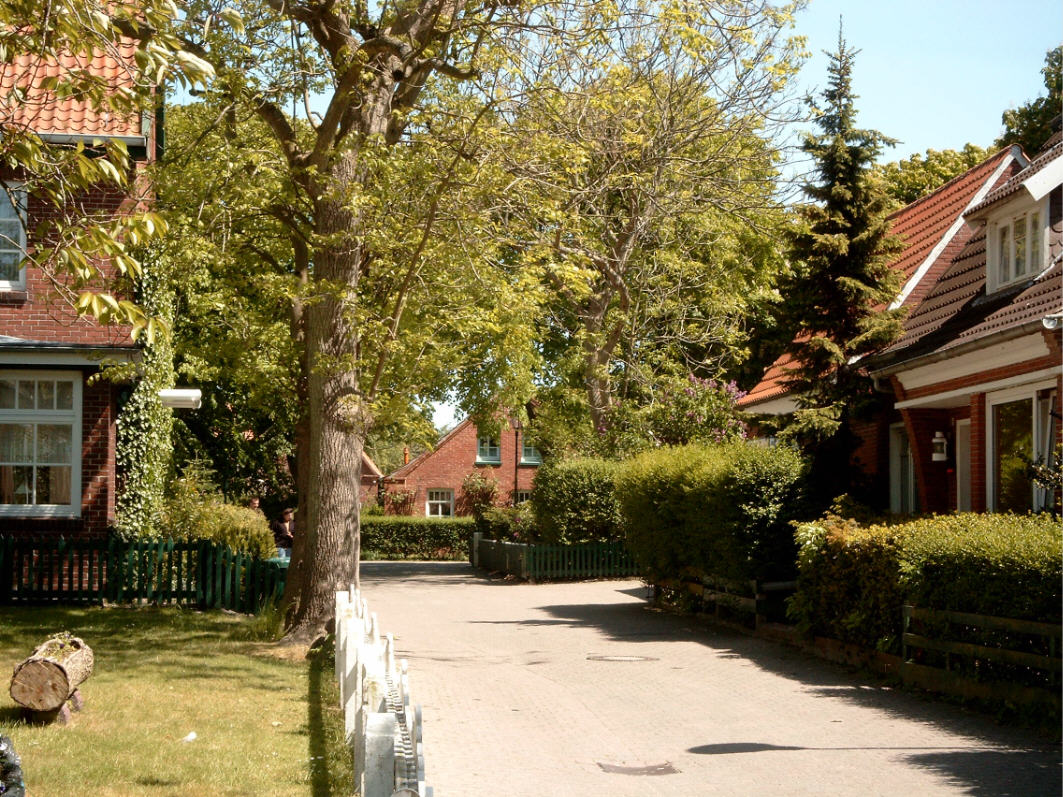
Noorderloog
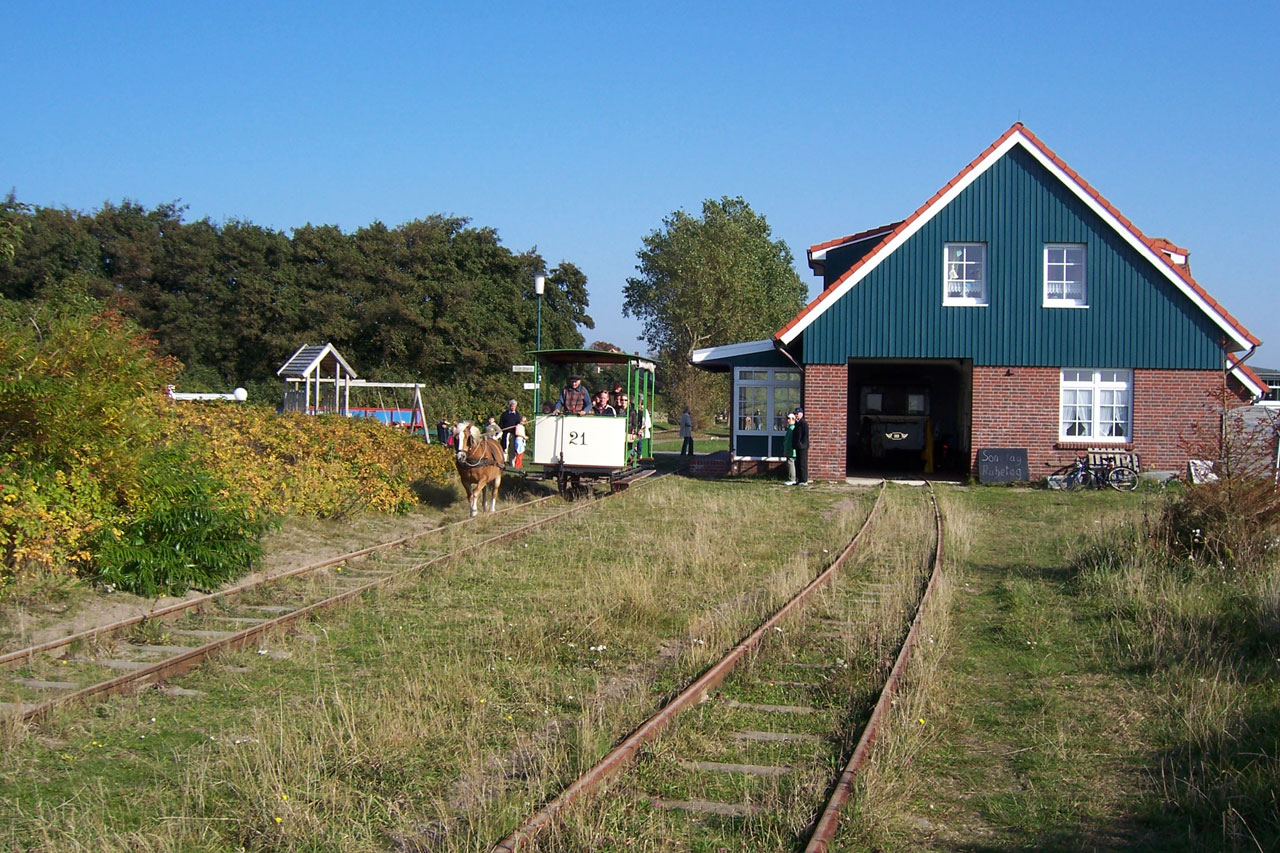
Spiekeroogs hästspårväg
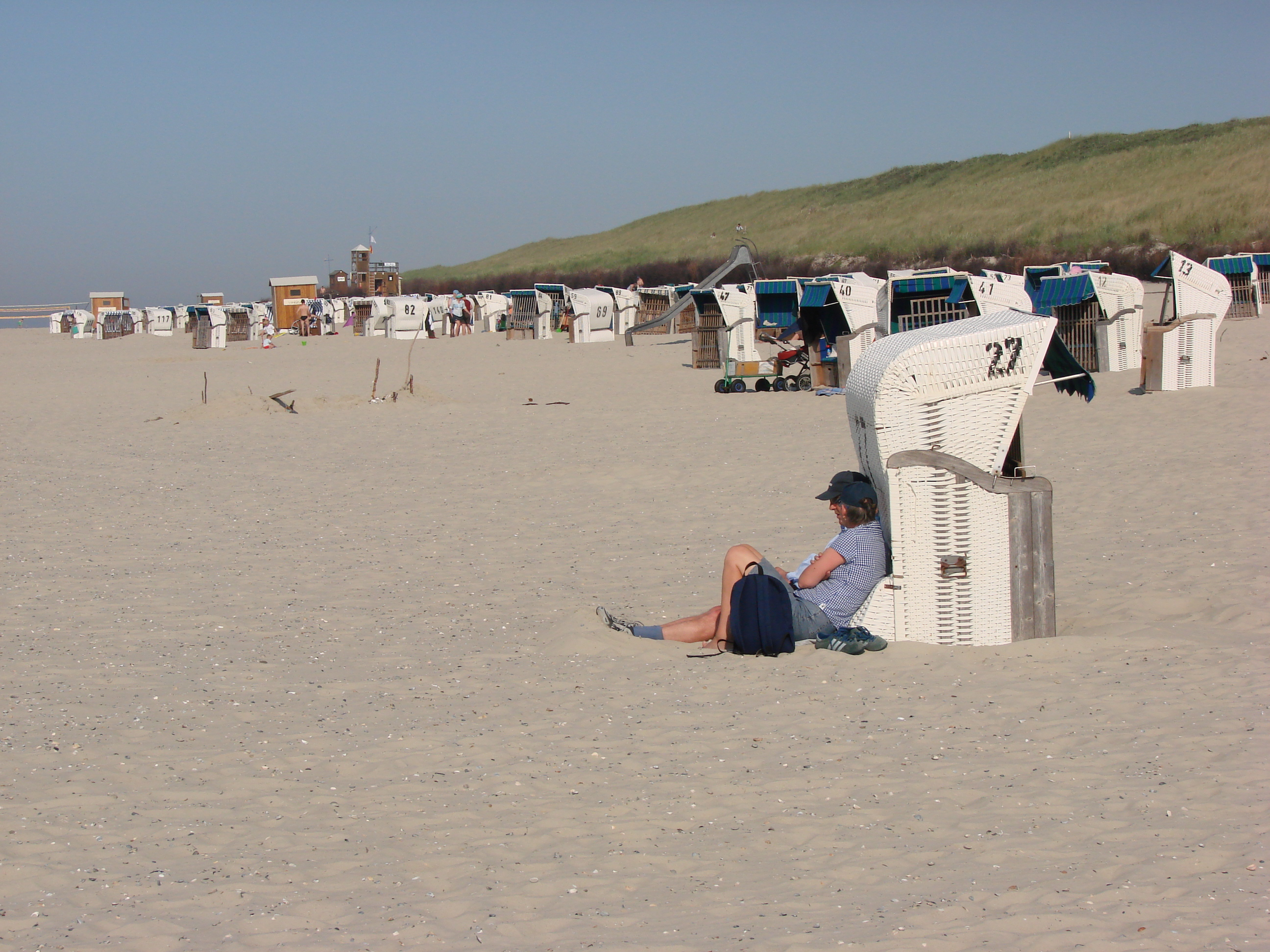
Badstranden